# بوستان رفتگر

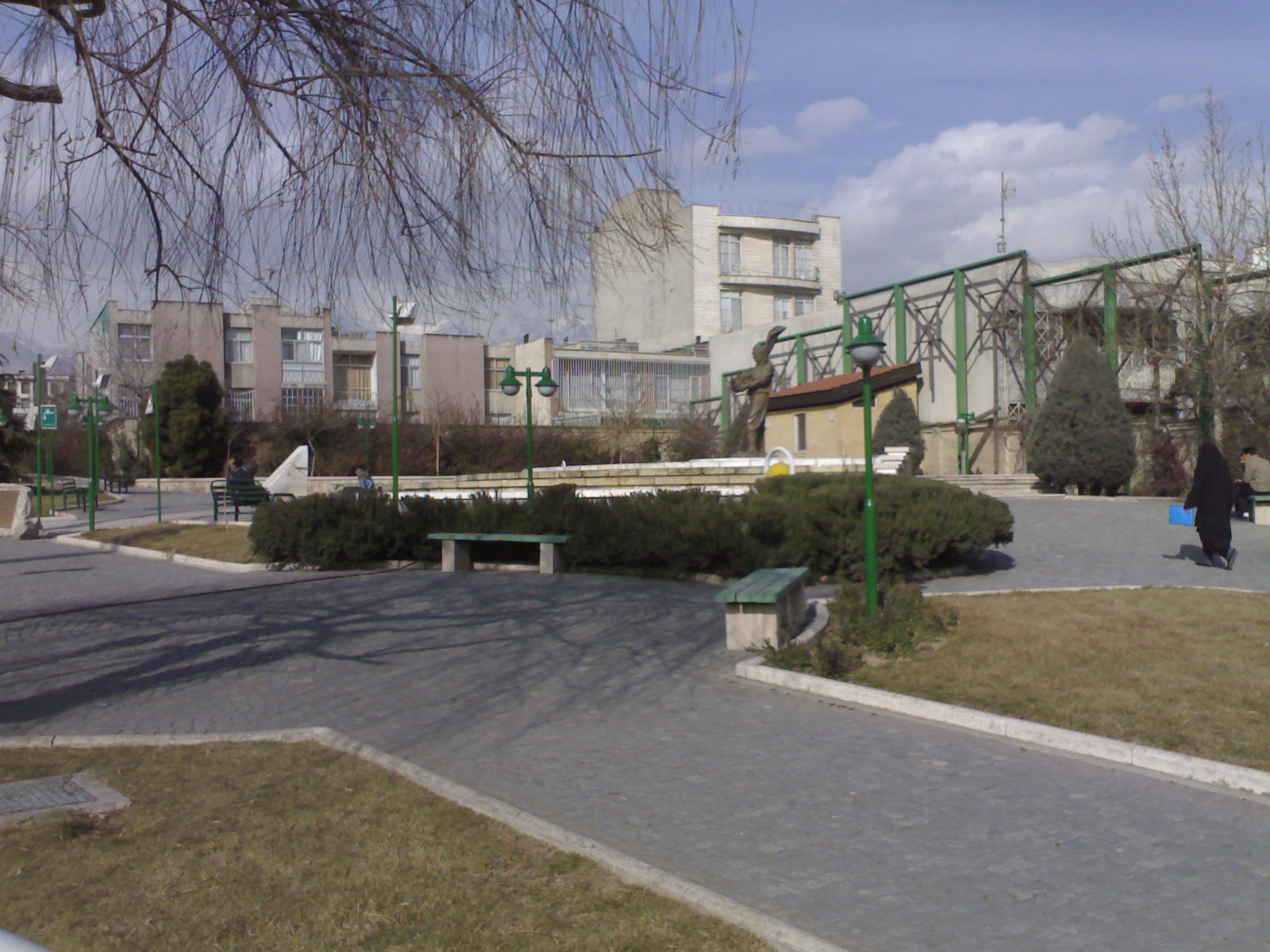
پارک رفتگر

بوستان رفتگر بوستانی است در شمال غربی شهر تهران  واقع در  کوی پروانه بخش شمال شرقی پل گیشا  (زیرگذرگیشا کنونی) نبش بزرگراه چمران (اتوبان پارک وی).